# جورج مانديل
جورج مانديل (بالفرنسية: Georges Mandel)‏ هو صحفي وسياسي فرنسي، ولد في 5 يونيو 1885 في فرنسا، وتوفي في 7 يوليو 1944 في فرنسا. انتخب وزير الداخلية (18 مايو 1940 – 16 يونيو 1940) وانتخب نائب فرنسي.

## روابط خارجية
- جورج مانديل على موقع الموسوعة البريطانية (الإنجليزية)
- جورج مانديل على موقع مونزينجر (الألمانية)